# Joaquín Arias
Joaquín Arias (ur. 12 listopada 1914, zm. ?) – były kubański piłkarz, reprezentant kraju. Podczas kariery występował na pozycji pomocnika.

## Kariera klubowa
Podczas kariery piłkarskiej Joaquín Arias występował w klubie Juventud Asturiana.

## Kariera reprezentacyjna
Joaquín Arias występował w reprezentacji Kuby w latach trzydziestych. W 1938 roku uczestniczył w mistrzostwach świata. Na mundialu we Francji wystąpił we wszystkich trzech meczach, dwóch spotkaniach I rundy z Rumunią oraz przegranym 0-8 meczu ćwierćfinałowym ze Szwecją.